# Oulton (Norfolk)
Pour les articles homonymes, voir Oulton.
Oulton est une paroisse civile et un village du Norfolk, en Angleterre.